# Liwa' Banī Kinānah
Liwa' Banī Kinānah (arabiska: لواء بني كنانة) är ett departement i Jordanien.   Det ligger i guvernementet Irbid, i den norra delen av landet, 80 km norr om huvudstaden Amman.